# World Club Challenge 2015
El World Club Challenge de 2015 fue la vigésimo tercera edición del torneo de rugby league más importante de clubes a nivel mundial.

## Formato
Se enfrentan los campeones del año anterior de las dos ligas más importantes de rugby league del mundo, la National Rugby League y la Super League.

## Participantes
| Liga                       | Ganador                |
| -------------------------- | ---------------------- |
| National Rugby League 2014 | South Sydney Rabbitohs |
| Super League XIX           | St Helens              |

## Encuentro
| 22 de febrero de 2015 | St Helens | 0 - 39 | South Sydney Rabbitohs | Langtree Park, Saint Helens     |  |
|                       |           |        |                        | Asistencia: 17 980 espectadores |  |

| Bandera de Australia           |
| Campeón South Sydney Rabbitohs |
| Primer título                  |